# Liste der Naturdenkmale in Wiebelsheim
Die Liste der Naturdenkmale in Wiebelsheim nennt die im Gemeindegebiet von Wiebelsheim ausgewiesenen Naturdenkmale (Stand 13. Mai 2024).

## Naturdenkmale
| Nr.         | Bezeichnung               | Lage                                             | Beschreibung  | Bild                                    |
| ----------- | ------------------------- | ------------------------------------------------ | ------------- | --------------------------------------- |
| ND-7140-068 | Eiche in Waldabteilung 2a | südlich des Ortes; Abteilung Der Junge Wald Lage | Quercus sp.   | Direkt Bild zu diesem Denkmal hochladen |
| ND-7140-124 | Nussbaum in der Ortslage  | Weseler Straße, vor Nr. 3 Lage                   | Juglans regia | Direkt Bild zu diesem Denkmal hochladen |